# Séisme de 1994 à Northridge
Le séisme de 1994 à Northridge est un tremblement de terre qui s'est produit près de Los Angeles le 17 janvier 1994 à 4 h 31.
De magnitude de moment 6,7, il a tué 72 personnes et fait quelque 9 000 blessés. Avec des dégâts estimés à environ 20 milliards de dollars, il est l'une des catastrophes naturelles les plus coûteuses de l'histoire des États-Unis.

## Caractéristiques
L'épicentre du séisme est situé à Reseda, dans la vallée de San Fernando, à une trentaine de kilomètres du centre de Los Angeles.

## Dégâts et victimes

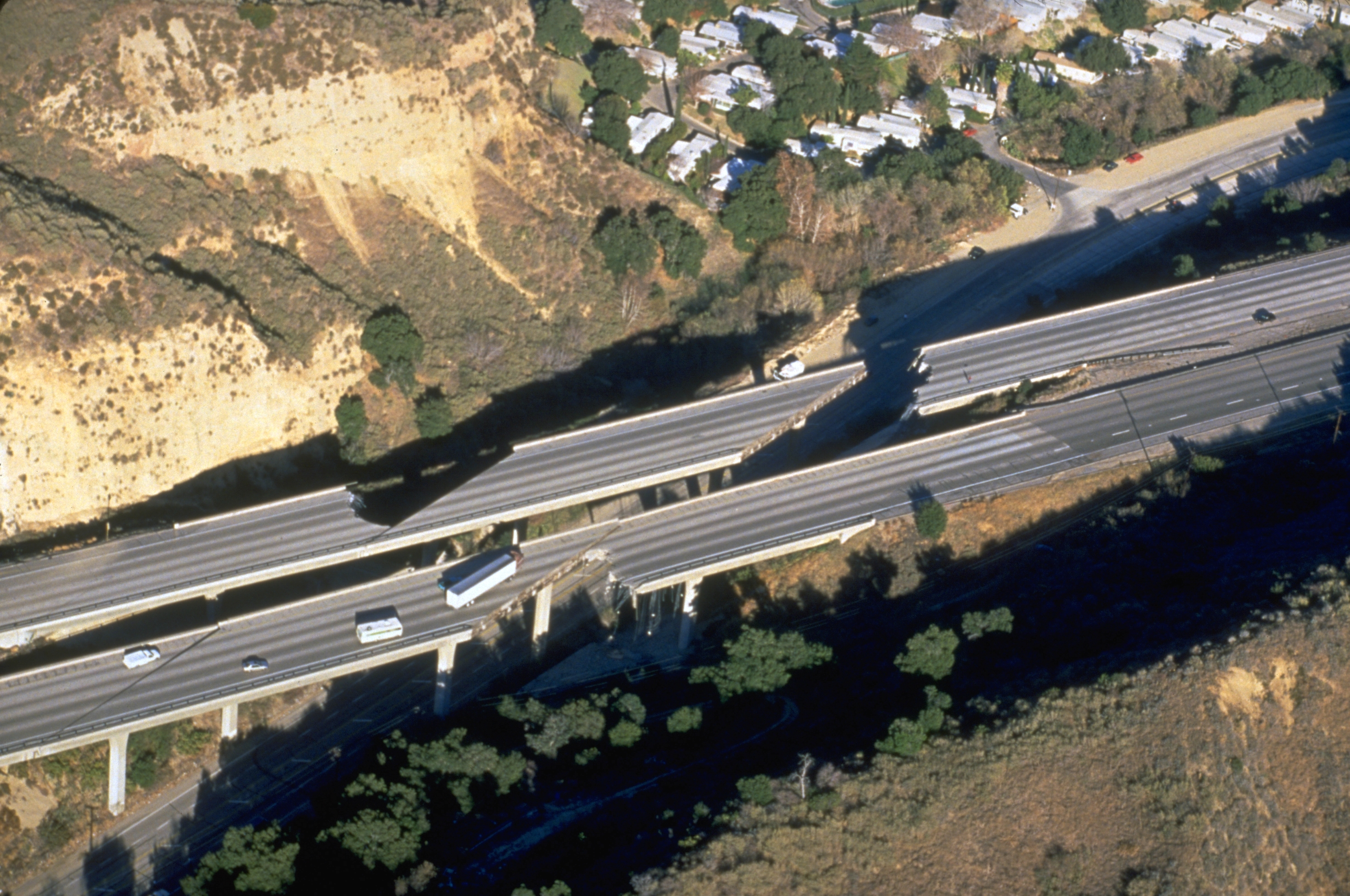
Pont autoroutier effondré.

Des dégâts ont été observés jusqu'à 85 km de l'épicentre, surtout dans l'ouest de la vallée de San Fernando, et les villes de Santa Monica, Simi Valley et Santa Clarita.
D'après l'United States Geological Survey, plus de 60 personnes ont été tuées, 7 000 blessées. 40 000 bâtiments ont été endommagés, faisant 20 000 sans-abris.

## Conséquences

### Panne de courant
À la suite du séisme, une panne de courant générale plonge la région dans une obscurité totale jamais vue depuis longtemps. L'observatoire Griffith aurait reçu des appels à cause de ce ciel considéré comme étrange car très étoilé : les personnes observaient un ciel étoilé sans pollution lumineuse pour la première fois de leur vie et s'en inquiétaient,.